# Cosmos 17
Cosmos 17 (en cirílico, Космос 17) fue un satélite artificial soviético perteneciente a la clase de satélites DS y lanzado el 22 de mayo de 1963 mediante un cohete Kosmos-2I desde Kapustin Yar.

## Objetivos
El objetivo de Cosmos 17 fue realizar experimentos de comunicación y navegación para cubrir las necesidades de las fuerzas nucleares soviéticas. También realizó estudios sobre rayos cósmicos, sobre la radiación proveniente de las pruebas nucleares, sobre los cinturones de radiación y sobre la ionosfera.

## Características
Cosmos 17 tenía una masa de 322 kg y reentró en la atmósfera el 2 de junio de 1965. Para los estudios ionosféricos empleó un transmisor Mayak funcionando a 20,005 MHz. El satélite fue inyectado en una órbita con un perigeo de 251 km y un apogeo de 658 km, con una inclinación orbital de 48,9 grados y un período de 93,7 minutos.

## Resultados
Entre los resultados obtenidos por Cosmos 17 se encuentran los datos obtenidos sobre los cinturones de radiación de la Tierra y sobre los rayos cósmicos.